# Alexander Gingsjö
Alexander Gingsjö (23 december 1980) is een Zweeds wielrenner die anno 2016 rijdt voor Team Tre Berg-Bianchi.
In 2014 werd hij nationaal kampioen in het tijdrijden.

## Overwinningen
2012
1e etappe Baltic Chain Tour
2013
Scandinavian Race Uppsala
2014
 Zweeds kampioen tijdrijden, Elite
2015
 Zweeds kampioen op de weg, Elite
3e etappe Baltic Chain Tour

## Ploegen
- 2013 –  Team People4you-Unaas Cycling
- 2015 –  Team Tre Berg-Bianchi
- 2016 –  Team Tre Berg-Bianchi